# Ивановский район (Костромская область)
Ива́новский райо́н — административно-территориальная единица в составе Нижегородского и Горьковского краёв, Горьковской и Костромской областей РСФСР, существовавшая в 1929—1932 и 1935—1959 годах. Административный центр — село Рождественское.
Ивановский район образован 10 июня 1929 года в ходе районирования Нижегородского края. В его состав вошла территория Рождественской и части Одоевской волостей Ветлужского уезда. Первоначально (до 26 марта 1930 года) носил название Рождественский район. Входил в Шарьинский округ.
В ходе ликвидации округов 23 июля 1930 года перешёл в прямое подчинение Нижегородского края. 20 января 1932 года упразднён путём присоединения к Шарьинскому району.
5 января 1935 года Ивановский район был восстановлен в составе Горьковского края (с 5 декабря 1936 года в Горьковской области). 14 августа 1944 году включён в состав Костромской области.
23 июля 1959 года Ивановский район был упразднён, а его территория передана в Шарьинский район.